# 에티졸람
에티졸람(Etizolam, 상품명으로 '데파스(종근당)' 등이 사용된다)은 벤조디아제핀 계열에 속하는 신경 안정제이다.

## 작용 기전
뇌의 가바(GABA) 수용체에 작용하여 가바의 중추신경 억제 효과를 증가시킨다. 불안증 환자에 대해서 가바의 신경흥분 억제효과를 강화시켜 진정을 유도하므로, 지속적인 스트레스 등에 의해서 가바가 작용하는 수용체의 수가 감소하여 뇌의 진정작용이 감소될 수 있다.
약리 작용은 불안 장애를 줄여주고, 진정작용 및 수면작용을 나타낸다. 여타 벤조디아제핀계 약물에 비해 작용 지속시간이 짧은 특징이 있으므로, 약물의존성과 오남용의 우려가 많아, 현행 법상 향정신성의약품으로 엄연히 분류되어 있다. 갑자기 투여를 중단하면 불안, 불면 등의 금단 증상이 나타날 수 있으므로 투여를 중단할 경우, 천천히 감량한다.

## 같이 보기
- 알프라졸람